# Matlapana
Matlapana – wieś w Botswanie w dystrykcie North West. Według spisu ludności z 2011 roku wieś liczyła 1449 mieszkańców.